# 鄭鳳來
鄭鳳來（？—17世紀），字舜儀，福建興化府莆田縣人，明朝、南明政治人物。

## 生平
鄭鳳來天啟四年（1624年）中舉人，次年（1625年）聯捷進士，獲授中書舍人。崇禎五年（1632年）時自稽勳司郎中轉為驗封司主事，之後歷任尚寶少卿、通政使司參議、右通政，到隆武年間代替陸懷玉出任通政使，福京失陷後隱居直到去世。

## 家族
从父鄭鯉，萬曆二十二年舉人。